# Ptychohyla hypomykter
Ptychohyla hypomykter là một loài ếch trong họ Nhái bén.
Nó được tìm thấy ở Guatemala, Honduras, Nicaragua, và có thể cả El Salvador.
Các môi trường sống tự nhiên của chúng là các khu rừng ẩm ướt đất thấp nhiệt đới hoặc cận nhiệt đới, các khu rừng vùng núi ẩm nhiệt đới hoặc cận nhiệt đới, sông, vùng đồng cỏ, và các khu rừng trước đây bị suy thoái nặng nề. Loài này đang bị đe dọa do mất môi trường sống.